# Nasser Maher
Nasser Maher Abdelhamid El Nouhi, noto semplicemente come Nasser Maher (in arabo ناصر ماهر‎?; Mansura, 8 febbraio 1997), è un calciatore egiziano, centrocampista dello Zamalek e della nazionale egiziana.

## Carriera

### Club
Ha giocato nella prima divisione egiziana.

### Nazionale
Ha giocato nella nazionale egiziana Under-20.
Nel 2021 viene convocato dalla nazionale olimpica egiziana per prendere parte alle Olimpiadi di Tokyo; viene utilizzato in tutti e tre gli incontri della fase a gironi.
Nel 2024 ha esordito nella nazionale maggiore egiziana.

## Statistiche
Statistiche aggiornate al 28 dicembre 2021.

### Presenze e reti nei club
| Stagione        | Squadra         | Campionato      | Campionato | Campionato | Coppe nazionali | Coppe nazionali | Coppe nazionali | Coppe continentali | Coppe continentali | Coppe continentali | Altre coppe | Altre coppe | Altre coppe | Totale | Totale | Totale |
| Stagione        | Squadra         | Comp            | Pres       | Reti       | Comp            | Pres            | Reti            | Comp               | Pres               | Reti               | Comp        | Pres        | Reti        | Pres   | Reti   |        |
| --------------- | --------------- | --------------- | ---------- | ---------- | --------------- | --------------- | --------------- | ------------------ | ------------------ | ------------------ | ----------- | ----------- | ----------- | ------ | ------ | ------ |
| 2016-2017       | Petrojet        | 1L              | 22         | 0          | CE              | 1               | 0               |                    | -                  | -                  |             | -           | -           | 23     | 0      |        |
| 2017-2018       | Smouha          | 1L              | 33         | 2          | CE              | 4               | 0               |                    | -                  | -                  |             | -           | -           | 37     | 2      |        |
| ago. 2018       | Al-Ahly         | 1L              | 0          | 0          | CE              | 0               | 0               | CCL                | 3                  | 0                  |             | -           | -           | 3      | 0      |        |
| 2018-2019       | Al-Ahly         | 1L              | 23         | 1          | CE              | 0               | 0               | CCL                | 10                 | 2                  |             | -           | -           | 33     | 3      |        |
| 2019-2020       | Smouha          | 1L              | 26         | 7          | CE              | 2               | 0               |                    | -                  | -                  |             | -           | -           | 28     | 7      |        |
| dic. 2020       | Al-Ahly         | 1L              | 0          | 0          | CE              | 1               | 0               |                    | -                  | -                  |             | -           | -           | 1      | 0      |        |
| 2020-2021       | Al-Ahly         | 1L              | 5          | 0          | CE              | 1               | 0               |                    | -                  | -                  |             | -           | -           | 6      | 0      |        |
| 2021-2022       | Future          | 1L              | 6          | 0          | CE              | 0               | 0               |                    | -                  | -                  |             | -           | -           | 6      | 0      |        |
| Totale carriera | Totale carriera | Totale carriera | 115        | 10         |                 | 9               | 0               |                    | 13                 | 2                  |             | -           | -           | 137    | 12     |        |

## Palmarès

### Club

#### Competizioni nazionali
- Campionato egiziano: 1

Al-Ahly: 2018-2019
- Coppa d'Egitto: 1

Al-Ahly: 2019-2020

#### Competizioni internazionali
- Supercoppa CAF: 1

Zamalek: 2024

### Nazionale
- Coppa delle Nazioni Africane Under-23: 1

Egitto 2019